# Parki w Świdnicy
Świdnica jest miastem obfitującym w zieleń miejską. Historyczne śródmieście jest otoczone ładnie urządzonymi parkami, pełnymi ciekawych gatunków drzew i krzewów. Kilka takich enklaw zieleni znajduje się także poza obrębem centrum miasta. Parki miejskie są miejscem spotkań, wypoczynku i rekreacji Świdniczan. W mieście istnieje 8 parków miejskich, których oferty uzupełniają liczne skwery miejskie, zadrzewienia oraz klomby.

## Park Centralny
Park Centralny położony jest w obrębie ulic: Pionierów, Śląska, Lipowa oraz Plac Ludowy. Park ten znajduje się na południe od ścisłego centrum miasta pomiędzy dzielnicami Kraszowice i Osiedlem Słowiańskim. Park ten zajmuje powierzchnię 9 ha. Na terenie tego parku znajduje się hala sportowa z 1916 roku, która wybudowana została na miejscu poprzedniej wybudowanej tutaj w 1876 roku. Przez obszar parku Centralnego przepływa Witoszówka, która tworzy tutaj dwa urocze zbiorniki wodne. Znajdują się też tutaj żelbetonowy most, który wybudowany został w 1911 roku oraz pomnik kowala Wielanda z 1922 roku. Most posiada długość 26 m. W 2018 roku park został odnowiony zyskując nowe nasadzenia, ścieżki oraz oświetlenie. Po zmroku 12 hektarów alejek i ciągów wodnych oświetla 250 latarni LED i prawie 100 reflektorów dekoracyjnych. Dzięki temu park zdobył nagrodę Polskiego Związku Przemysłu Oświetleniowego na najlepiej oświetlony teren rekreacyjny (zob. też jednak zanieczyszczenie świetlne). Spośród zróżnicowanej flory występującej w parku na uwagę zasługują lipy drobnolistne, robinie akacjowe, klony zwyczajne, buki, brzozy, cisy, wierzby białe, kasztanowce czerwone, topole włoskie, jawory, graby pospolite.

## Park Ułanów
Park Ułanów położony jest w obrębie ulic Gdyńskiej, Łukasińskiego, Krętej i Parkowej. Park znajdujący się w północnej części miasta pomiędzy dzielnicami centrum i Zawiszów zajmuje powierzchnię 2,6 ha. W bezpośrednim sąsiedztwie parku znajduje się Fabryka Aparatury Pomiarowej „Pafal” S.A. Teren ten jest mało urozmaicony zarówno pod względem ukształtowania terenu, jak i pod względem występującej tutaj roślinności. Na terenie parku możemy spotkać dęby szypułkowe, klony zwyczajne, jesiony, wiązy górskie, klony polne, czy kasztanowce zwyczajne.

## Park Zawiszowski
Park leżący pomiędzy ulicami Waleriana Łukasińskiego i Karola Miarki. Sąsiaduje z cmentarzem komunalnym oraz cmentarzem wojennym żołnierzy Armii Czerwonej. Park o powierzchni 2,56 ha utworzony został w 1995 z terenów dawnego cmentarza (1904-1995). Główna ścieżka posiada odnowione ławki oraz oświetlenie. Pozostałe alejki zachowały swój pierwotny stan. Na terenie parku można spotkać lipy drobno- i szerokolistne, kasztanowce pospolite, klony zwyczajne (pospolite), topole czarne i graby pospolite. Park Zawiszowski został ujęty w gminnej ewidencji zabytków. Ochroną konserwatorską objęto również ogrodzenie dawnego cmentarza ewangelickiego, a także jego bramę wejściową.

## Park Młodzieżowy
Park Młodzieżowy położony jest w obrębie ulic Armii Krajowej, Tenisowa Droga, Spacerowa i Kolejowa. Położony jest na terenie Osiedla Zwierzynieckiego. Posiada on kształt przypominający trójkąt o powierzchni 7,7 ha. Jest on w pełni zagospodarowany, istnieją tutaj alejki, ławki. Znajduje się tutaj dużo obniżeń i wzniesień przez co park jest dosyć urozmaicony pod względem ukształtowania terenu. W pobliżu ulic Wałbrzyskiej i Armii Krajowej znajdował się cmentarz garnizonowy pochodzący z czasów I wojny światowej. W Parku znajdowała się także altana z latarnią stojąca na solidnym kamiennym cokole. W roku 2005 została ona zamknięta, z powodu zagrożenia zawaleniem, później usunięta. W roku 2020 rozpoczęto remont parku i odbudowę altany. Park jest także urozmaicony florystycznie. Występują tutaj takie gatunki roślin jak: daglezja zielona, dąb szypułkowy, świerk kłujący, sosna czarna, jodła grecka, miłorząb japoński, lipa drobnolistna czy robinia akacjowa.

## Park Pionierów
Park Pionierów leży w obrębie ulic Pionierów, Romualda Traugutta i Sprzymierzeńców. Teren ten o powierzchni 4 ha ma kształt zbliżony do trójkąta. W parku są liczne ścieżki, ławki, alejki, znajduje się też tutaj budynek szkoły wraz z salą gimnastyczną. Na terenie parku znajduje się boisko sportowe oraz plac zabaw. Wśród licznej roślinności występującej na tym terenie na uwagę zasługują buki zwyczajne, lipy krymskie, lipy srebrzyste, głogi jednoszyjkowe oraz platany klonolistne.

## Park Saperów
Park Saperów leży w obrębie ulicy Wrocławskiej, wzdłuż jej biegu, od ulicy 1 Maja do ulicy Saperów. Teren ten o powierzchni 2,2 ha pokryty jest dosyć zróżnicowaną roślinnością. Występują tutaj białe akacje, klony, jawory, wiązy górskie, jesiony zwyczajne, dęby szypułkowe, platany klonolistne.

## Park im. Gen. Sikorskiego
Park ten położony jest w obrębie ulic Esperantystów, Sikorskiego i linii kolejowej Jaworzyna Śląska-Świdnica Miasto. Teren ten o powierzchni 8,33 ha jest urozmaicony jeśli chodzi o ukształtowanie terenu. Znajdują się tutaj liczne wzniesienia i obniżenia terenu. Na terenie parku umiejscowiony jest psi park, górka saneczkowa, plac zabaw, bieżnia, fontanna (podświetlana wieczorem) i model samolotu "Czerwonego Barona" w skali 1:1 (ustawiony w 2019).  Dawniej pomnik garnizonowy żołnierzy niemieckich i popiersie Maxa Heinzela, zburzone ok. 1945 r. Wśród licznie porastającej roślinności na uwagę zasługują graby pospolite, brzozy brodawkowate, sosny czarne, lipy szerokolistne i drobnolistne oraz topole włoskie.

## Park Strzelnica
Park ten jest jednym z najmłodszych parków miejskich. Mieści się w dzielnicy Zawiszów, w pobliżu ulicy Strzegomskiej za hipermarketem E.Leclerc. Park ten od wschodu graniczy z linią kolejową Jaworzyna Śląska – Świdnica Miasto, nie jest zagospodarowany.